# Поворот сибірських річок

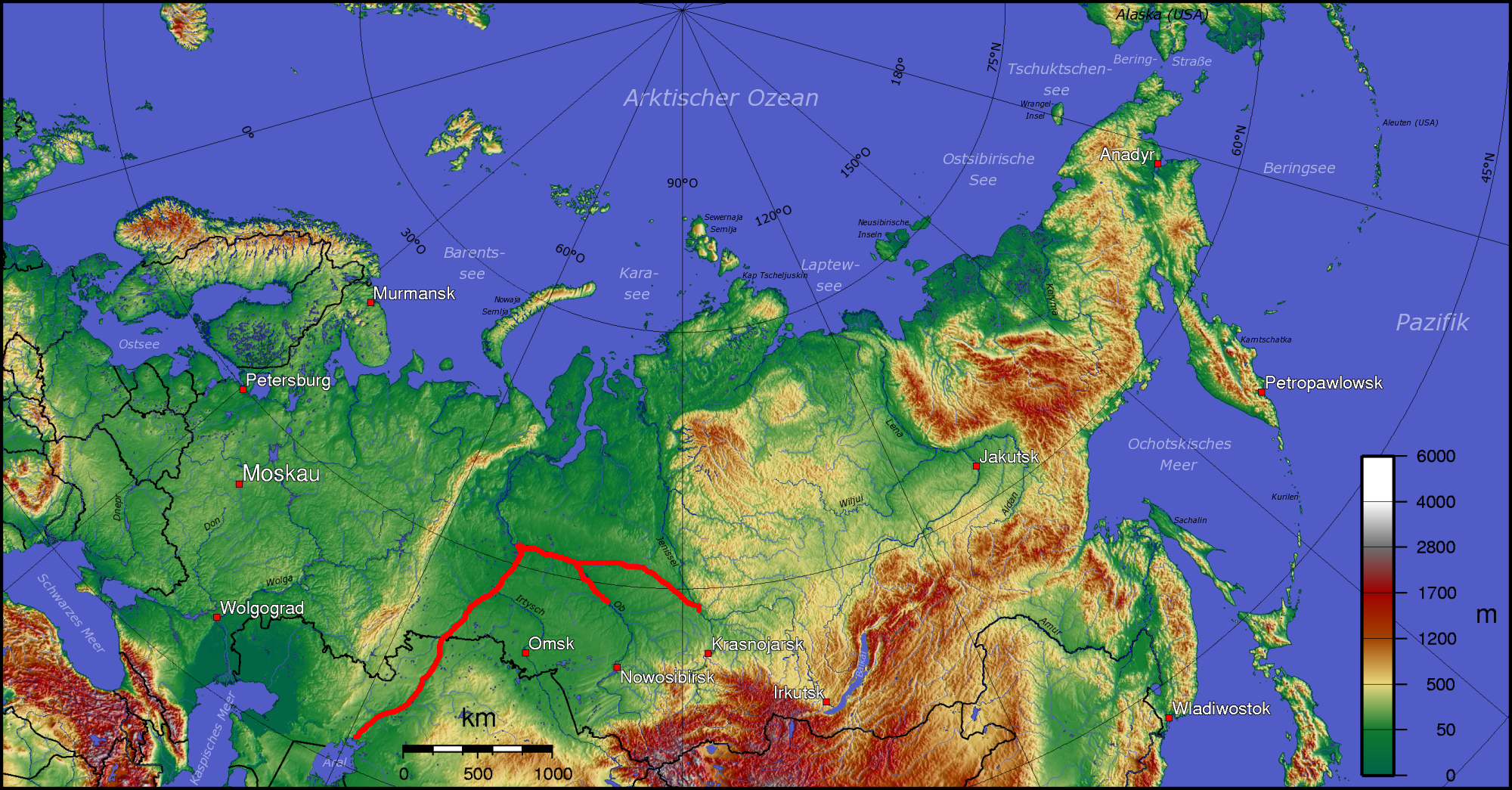
Схема повороту сибірських річок

Перекидання частини стоку сибірських річок в Казахстан і Середню Азію (поворот сибірських річок; поворот північних річок) — мегапроєкт із перерозподілу річкового стоку сибірських річок і його перенаправлення до Казахстану, Узбекистану і, можливо, Туркменістану. Один із найграндіозніших інженерних і будівельних проєктів XX століття.

## Цілі проєкту
Основна мета проєкту полягала у перенаправленні частини стоку сибірських річок (Іртиш, Об, Тобол, Ішим тощо) в регіони країни, які гостро потребують на прісну воду. Проєкт було розроблено Міністерством меліорації та водного господарства СРСР (Мінводгосп). Водночас готувалося грандіозне будівництво системи каналів і водосховищ, які дозволили б перекинути воду річок північної частини Західносибірської рівнини в Аральське море.
Цілі проєкту:
- Транспортування води в Курганську, Челябінську і Омську області Росії з метою зрошення і забезпечення водою малих міст;
- Відновлення всихаючого Аральського моря;
- Транспортування прісної води в Казахстан, Узбекистан і Туркменістан з метою зрошення;
- Збереження системи екстенсивного бавовництва в республіках Середньої Азії;
- Відкриття судноплавства по каналах.

## Характеристики
Над проєктом працювали близько 20 років понад 160 Організацій СРСР, у тому числі 48 проєктно-вишукувальних та 112 науково-дослідних інститутів (у їх числі 32 інститути Академії Наук СРСР), 32 союзних міністерств і 9 міністерств союзних республік. Було підготовлено 50 томів текстових матеріалів, розрахунків і прикладних наукових досліджень й 10 альбомів карт і креслень. Керівництво розробкою проєкту здійснював його офіційний замовник — Мінводгосп. Схему комплексного використання води, що поступає в Приаралля готував ташкентський інститут «Средазипроводхлопок». Пропонувалось два варіанти:

### Канал «Сибір-Середня Азія»
Канал «Сибір — Середня Азія» мав починатися від Ханти-Мансійська, вгору по річці Об до гирла Іртиша, потім далі вгору по Тоболу. З верхів'їв Тоболу вода мала перекидатися по Тургайському прогину, що з'єднує Західносибірську рівнину з Північним Приараллям, в русло висихаючої річки Тургай. Далі вода проводилася через басейн Сирдар'ї, і кінцевий пункт маршруту був Ургенч, на Амудар'ї, був першим етапом проєкту і мав на меті будівництво водного каналу з Обі через Казахстан на південь — в Узбекистан. Канал мав бути судноплавним.
- Довжина каналу — 2550 км.
- Ширина — 130—300 м.
- Глибина — 15 м.
- Пропускна здатність — 27—37 км³/рік

Попередня вартість проєкту (водоподання, розподіл, сільгоспбудівництво та освоєння, об'єкти АПК), дорівнювала 32,8 млрд рублів, у тому числі: на території РРФСР — 8,3 млрд, Казахстану — 11,2 млрд і Середньої Азії — 13,3 млрд, Вигода від проєкту оцінювалася в 7,6 млрд рублів чистого доходу щорічно. Середньорічна рентабельність каналу — 16 % (за розрахунками Держплану СРСР (Захаров С. Н.) і Совінтервода (Риськулова Д. М.)).

### Анти-Іртиш
Анти-Іртиш — другий етап проєкту.
- Довжина каналу — 2500 км
- Ширина — 200 м
- Глибина — 16 м
- Пропускна здатність — 27 км³/рік.

Канал мав починатися від місця злиття річок Об і Іртиша і прямувати на південь, до річок Амудар'ї і Сирдар'ї, і далі до Аральського моря. Споживаючи щорічно 10,2 млрд. кВт·год електроенергії, 8 насосних станцій мали підняти воду з річки Об на 110 м. Для річки Об це 6—7 % щорічного стоку, а для басейну Аральського моря — понад 50 %.
Передбачалося звести гідровузол, 10 насосних станцій, канал і одне регуляційне водосховище.

## Історія
Уперше проєкт перекидання частини стоку річок Об і Іртиш в басейн Аральського моря розробив випускник Київського університету Я. Г. Демченко (1842—1912) в 1868 р. Початковий варіант проєкту він запропонував у своєму творі «Про клімат Росії», коли навчався у сьомому класі 1-ї Київської гімназії, а в 1871 р. видав книгу «Про обводнення Арало-Каспійської низовини для покращення клімату прилеглих країн» (друге видання якої вийшло у 1900 р.).
У 1948 російський географ академік В. П. Обручев написав про таку можливості Сталіну, але той не приділив проєкту особливої уваги.
У 1950-х роках казахстанський академік Шафік Чокін знову порушив це питання. Різними інститутами були розроблені кілька можливих схем перекидання річок. У 1960-х роках витрата води на зрошення в Казахстані та Узбекистані різко збільшилося, у зв'язку з чим з даного питання були проведені всесоюзні наради в Ташкенті, Алма-Аті, Москві, Новосибірську.
У 1968 пленум ЦК КПРС дав доручення Держплану, Академії наук СРСР та іншим організаціям розробити план перерозподілу стоку річок. В «Основних напрямах розвитку природних і суспільних наук на 1971—1975 роки» серед найважливіших проблем географічних досліджень згадані:
- «Міжбасейнове перекидання різних вод для водопостачання та регулювання режимів Азовського і Каспійського морів» і
- «Боротьба з вторинним засоленням, прогноз загального режиму Аральського моря».

У 1971 було здано в експлуатацію зрошувально-обводнювальний канал Іртиш — Караганда, побудований з ініціативи казахстанського науково-дослідного інституту енергетики. Цей канал можна розглядати як виконану частину проєкту із забезпечення водою Центрального Казахстану.
24 травня 1970 року прийнято постанову ЦК КПРС і Ради Міністрів СРСР № 612 «Про перспективи розвитку меліорації земель, регулювання та перерозподілу стоку річок в 1971—1985 рр.». У ньому була оголошена першочергова необхідність перекидання 25 км³ води на рік до 1985 р.
У 1976 на XXV з'їзді КПРС було обрано кінцевий проєкт із чотирьох запропонованих і прийнято рішення про початок робіт зі здійснення проєкту. У тому ж 1976 р. Генеральним проєктувальником призначений Союзгіпроводгосп, а забезпечення проєктної діяльності включено в «Основні напрями розвитку народного господарства СРСР на 1976—1980&nbsp1980 рр.»
Економічні та екологічні обґрунтування проєкту різко і конструктивно розкритикували у  МОЗ СРСР і Сибірського відділення АН СРСР.
26 листопада 1985 на Бюро відділення математики АН СРСР Прийнято Постанову «Про наукову неспроможність методики прогнозування рівня Каспійського і солоності Азовського морів, використаної Мінводгоспом СРСР при обґрунтуванні проєктів перекидання частини стоку північних річок в басейн Волги».
14 серпня 1986 на спеціальному засіданні Політбюро ЦК КПРС було вирішено припинити роботи. У прийнятті такого рішення зіграли роль і численні публікації в пресі тих років, автори яких висловлювалися проти проєкту і стверджували, що він катастрофічний з екологічної точки зору. Група супротивників перекидання — представників столичної інтелігенції — організувала кампанію з доведення до відома людей, які брали ключові рішення (Президія АН СРСР, Рада Міністрів), фактів грубих помилок, допущених при розробці всієї проєктної документації Мінводхоза. Зокрема, були підготовлені негативні експертні висновки п'яти відділень Академії Наук СРСР. Група академіків підписала підготовлене активним противником проєкту акад. А. Л. Яншин (за фахом — геологом) лист в ЦК «Про катастрофічні наслідки перекидання частини стоку північних річок». Академік Л. С. Понтрягін написав листа Приватне М. С. Горбачову з критикою проєкту.
По руйнації СРСР через фінансову кризу й різне бачення фінансування проєкт було забуто.

## Критика
На думку екологів, здійснення проєкту викличе наступні несприятливі наслідки:
- затоплення сільськогосподарських і лісових угідь водосховищами;
- підйом ґрунтових вод на всьому протязі каналу з підтопленням прилеглих населених пунктів і автотрас;
- загибель цінних порід риби в басейні річки Об, що призведе зокрема до порушення традиційного способу життя корінних нечисленних народів сибірського Півночі;
- непередбачувана зміна режиму вічної мерзлоти;
- підвищення солоності вод Північного Льодовитого Океану ;
- зміни клімату, зміна льодового покриву в Обській губі і Карському морі;
- формування на території Казахстану та Середньої Азії уздовж траси каналу масивів боліт і солончаків ;
- порушення видового складу флори і фауни на територіях, якими мав пройти канал.